# Åsvær
Åsvær is een eilandengroep in de gemeente Dønna, Nordland in Noorwegen. De eilandengroep ligt 15 kilometer ten zuiden van Lovund en 12 kilometer ten noordwesten van Dønna. Het bestaat uit 365 eilanden met een totale oppervlakte van 9,382 km². 
Begin 20e eeuw was de eilandengroep bekend om de haringvisserij en er werkten meer dan 10.000 vissers in de maanden december en januari, waarbij jaarlijks meer dan 200.000 ton werd gevangen. In 1876 werd op een van de eilanden een vuurtoren gebouwd. De eilandgroep is sinds 2002 een beschermd natuurgebied. 